# ساحة قحطان
ساحة قحطان تقع في دولة العراق تحديدا في محافظة بغداد تمثل المدخل الرئيسي لمنطقة اليرموك من جهة مستشفى اليرموك ومنطقة القادسية.

## سبب التسمية
منطقه تاريخيّة لملوك قحطان في الجاهليه  المناذرة ومن قبلهم تبابعه وهناك أقول انتها 
سميت الساحة نسبةً لشاب يدعى قحطان شارك في هجوم احدى حافلات نقل الركاب في شارع الكرادة خارج في بغداد مع مجموعة من الشباب احتجاجاً على زيادة سعر البنزين بمقدار 5 فلس للغالون الواحد، وقتل في ربيع عام 1962، وكان ذلك في عهد حكومة عبد الكريم قاسم وبعد انقلاب 8 شباط 1963، أعتُبرَ قحطان شهيداً، ومُنح رتبة ملازم لأغراض التقاعد، وحينها سُميت هذه الساحة باسمه تخليداً له.